# Palais de Haarla
Le palais de Haarla (en finnois : Haarlan palatsi) est un bâtiment construit dans le quartier de Kyttälä à Tampere en Finlande.

## Histoire
Le palais, conçu par Jussi Paatela, est construit en granite de Kuru. 
Rafael Haarla y habite de 1924 jusqu'à sa mort en 1938. 
De 1972 à 2013, le palais appartient à la ville de Tampere, qui le vend pour 1,6 million d'euros à une société immobilière.
Au début des années 1970, on envisage de démolir l'édifice.
Otto-Iivari Meurman, Erkki Helamaa, et la Tampere-seura s'opposent à sa destruction.
En 1972, le conseil municipal cède le bâtiment à la ville.
Jusqu'en 2004, le département des études folkloriques de l'université de Tampere y fonctionnera.
Des espaces y seront loués de temps en temps à des groupes musicaux de kantele ou de musique de chambre. 
En 2005, le palais est loué a une société privée qui le rénove totalement. 
En 2013, le bâtiment est vendu à la société D-kulma. 
En 2015, on y renove les fenêtres